# Mackenzie Foy
Mackenzie Christine Foy (Los Angeles, 10 novembre 2000) è un'attrice e modella statunitense.

## Biografia
Di origini inglesi, Mackenzie Foy nasce nel 2000 a Los Angeles, dal padre Steve e la madre Karrie, e svolge i propri studi a casa. La sua carriera di modella comincia all'età di tre anni, quando viene notata ad un saggio di danza. Inizia così a lavorare per Polo Ralph Lauren, Garnet Hill e Guess Kids. Partecipa anche a numerose campagne pubblicitarie per società quali Disney, Barbie e Gap.
Comincia invece a fare l'attrice all'età di sette anni, partecipando come guest star a Til Death - Per tutta la vita, FlashForward e Hawaii Five-0, comparendo anche come ospite in alcuni talk show. Nel 2010 ottiene la parte di Renesmee Cullen, la figlia di Edward Cullen e Bella Swan, nella trasposizione cinematografica di Breaking Dawn, quarto capitolo della serie di Twilight scritta da Stephenie Meyer. Il primo film, The Twilight Saga: Breaking Dawn - Parte 1, nel quale Renesmee compare solo alla fine in un breve flash forward, esce nelle sale americane il 18 novembre 2011, mentre il secondo, The Twilight Saga: Breaking Dawn - Parte 2, il 16 novembre 2012.
Nel 2011 prende parte al film di Erica Dunton Plastic Jesus, in uscita nel 2012, insieme a Chandler Canterbury e a febbraio 2012 viene annunciata la sua partecipazione all'horror di James Wan L'evocazione - The Conjuring, inizialmente intitolato The Warren Files, le cui riprese cominciano il 21 febbraio nella Carolina del Nord. Sempre a febbraio viene trasmesso l'ultimo episodio della seconda stagione della serie televisiva horror R.L. Stine's The Haunting Hour, nel quale Foy ha il ruolo di Natalie, una ragazzina che va a vivere con i nonni, scoprendo che una delle loro bambole è viva e nutre cattive intenzioni.
Il 10 ottobre viene inoltre reso noto che Foy si è unita al cast di Mai lontano da qui, adattamento del romanzo di David Baldacci Mai lontano da qui, nel quale interpreta il ruolo della protagonista, una ragazzina che, durante gli anni quaranta, si trasferisce con il fratellino da New York in Virginia, nella fattoria della bisnonna, in seguito ad una tragedia. Il film, diretto da Darnell Martin, vede nel cast anche Josh Lucas, Ellen Burstyn, Ned Bellamy, Laura Fraser, Seamus Davey-Fitzpatrick e Alano Miller. Il 17 novembre 2012 Foy è in un nuovo episodio di R. L. Stine's The Haunting Hour, nel ruolo di Georgia. A dicembre Entertainment Weekly la nomina tra i cinque giovani talenti emergenti del 2012.
A marzo 2013 viene candidata allo Young Artist Award come Miglior giovane attrice non protagonista in un film, mentre a giugno viene annunciata tra le voci del nuovo film animato de Il piccolo principe. A luglio entra nel cast del nuovo film di Christopher Nolan, Interstellar, con Matthew McConaughey, Anne Hathaway, Jessica Chastain, Casey Affleck e Michael Caine, e alla fine di ottobre presta la voce a Celestine nel doppiaggio in lingua inglese del film d'animazione francese Ernest & Celestine. Nel 2018 recita nel film Disney Lo schiaccianoci e i quattro regni, ispirato al balletto Lo schiaccianoci, dove interpreta il ruolo della protagonista Clara.

## Filmografia

### Attrice

#### Cinema
- The Twilight Saga: Breaking Dawn - Parte 1 (The Twilight Saga: Breaking Dawn - Part 1), regia di Bill Condon (2011)
- The Twilight Saga: Breaking Dawn - Parte 2 (The Twilight Saga: Breaking Dawn - Part 2), regia di Bill Condon (2012)
- L'evocazione - The Conjuring (The Conjuring), regia di James Wan (2013)
- Mai lontano da qui (Wish you Well), regia di Darnell Martin (2013)
- Black Eyed Dog, regia di Erica Dunton (2014)
- Interstellar, regia di Christopher Nolan (2014)
- Lo schiaccianoci e i quattro regni (The Nutcracker and the Four Realms), regia di Lasse Hallström e Joe Johnston (2018)
- Black Beauty - Autobiografia di un cavallo (Black Beauty), regia di Ashley Avis (2020)

#### Televisione
- Til Death - Per tutta la vita (Til Death) – serie TV, episodio 4x04 (2010)
- FlashForward – serie TV, episodio 1x13 (2010)
- Hawaii Five-0 – serie TV, episodio 1x07 (2011)
- R. L. Stine's The Haunting Hour – serie TV, episodi 2x18-3x21 (2012)
- The Cookie Mobster, regia di Kevin Connor - film TV (2014)
- Jesse Stone: Lost in Paradise, regia di Robert Harmon - film TV (2015)

### Doppiatrice
- The Boxcar Children, regia di Daniel Chuba e Mark A.Z. Dippé (2014)
- Il piccolo principe (The Little Prince), regia di Mark Osborne (2015)

## Premi e riconoscimenti
- 2012 - Razzie Awards
  - Peggior coppia sullo schermo per The Twilight Saga: Breaking Dawn - Parte 2 con Taylor Lautner[19][20]
  - Peggior cast per The Twilight Saga: Breaking Dawn - Parte 2[19][20]
- 2013 - Young Artist Award
  - Candidata come miglior giovane attrice non protagonista in un film per The Twilight Saga: Breaking Dawn - Parte 2[14][15]
- 2015 - Young Artist Award[21]
  - Candidata come miglior performance in un film - Giovane attrice non protagonista per Interstellar
- 2015 - Saturn Award[22]
  - Miglior attore emergente per Interstellar
- 2015 - Teen Choice Awards[23]
  - Candidata come miglior attrice in un film sci-fi/fantasy per Interstellar

## Doppiatrici italiane
Nelle versioni in italiano delle opere in cui ha recitato, Mackenzie Foy è stata doppiata da:
- Vittoria Bartolomei in The Twilight Saga: Breaking Dawn - Parte 2
- Sara Labidi ne L'evocazione - The Conjuring
- Emanuela Ionica in Interstellar
- Veronica Benassi in Lo schiaccianoci e i quattro regni, Black Beauty: Autobiografia di un cavallo
- Arianna Vignoli in Hawaii Five-0
- Giorgia Venditti in Mai lontano da qui

Da doppiatrice viene sostituita da:
- Vittoria Bartolomei ne Il piccolo principe